# Marieke van Drogenbroek
Marieke van Drogenbroek est une rameuse néerlandaise née le 16 décembre 1964 à Utrecht. 

## Palmarès
- Jeux olympiques d'été de 1984 à Los Angeles
  -  Médaille de bronze en huit[1].